# Enric d'Ofterdingen

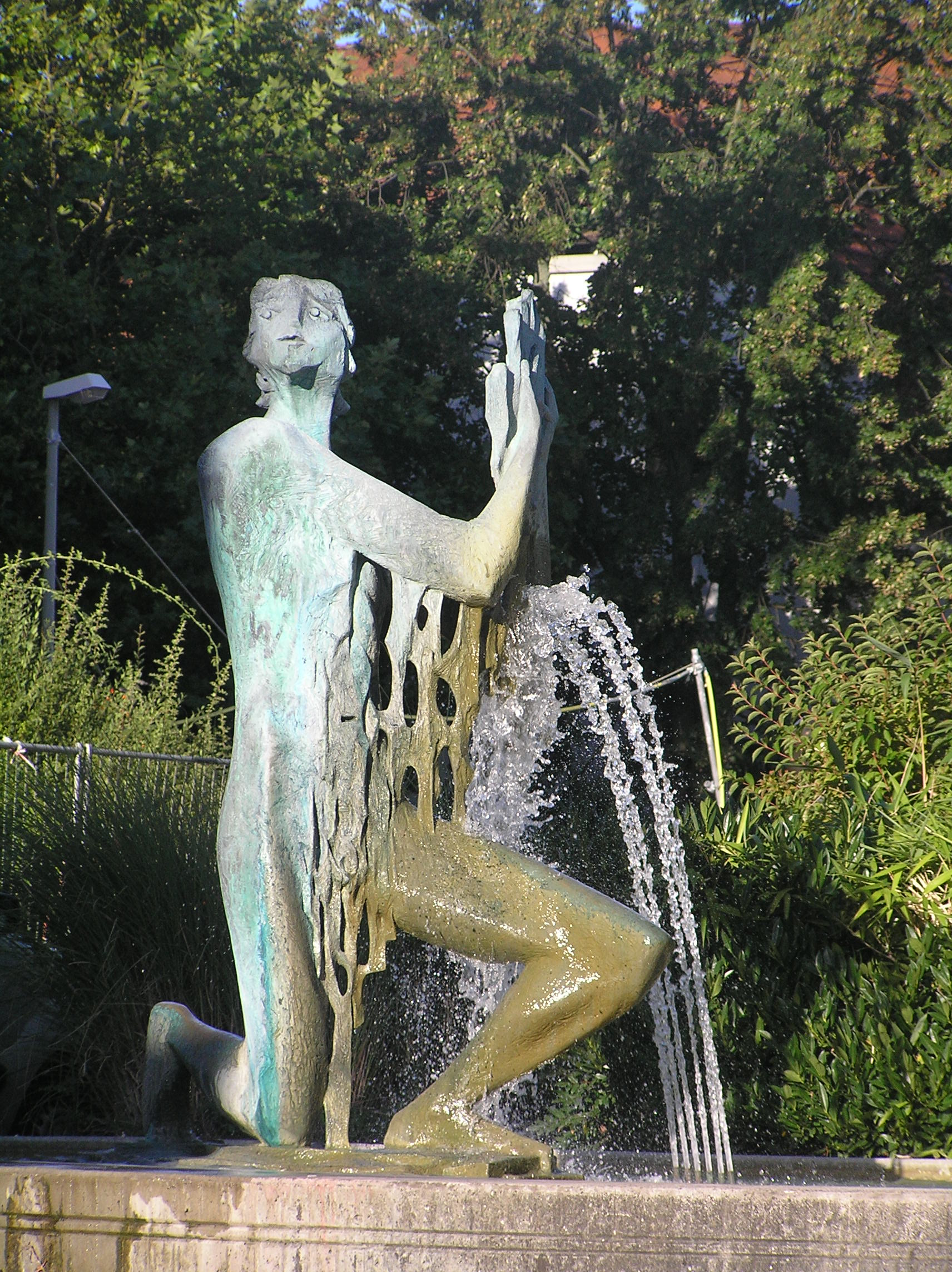
La font Ofterdingen a la porta de l'Ajuntament de Kelkheim, dissenyada en 1974 per l'escultora de Stuttgart Angelika Wetzel

Enric d'Ofterdingen (Heinrich von Ofterdingen) és un personatge, amb tota probabilitat un personatge de ficció, que es creu que fou un cèlebre Minnesänger, nascut a Saxònia a finals del segle xii.
Hauria passat part de la seva vida en la cort de l'arxiduc d'Àustria Leopold, i hauria guanyat la justa literària del castell de Wartburg, on, segons la tradició, hauria conegut Wolfram von Eschenbach. Se li atribueixen una part de les faules reunides amb el títol de Llibre dels herois.
No hi ha proves irrefutables de la seva existència; la llegenda al voltant de la justa literària de Wartburg començà a crear-se ja a l'Edat Mitjana. Heinrich von Ofterdingen és conegut principalment per la novel·la de Novalis, que du per títol Heinrich von Ofterdingen, publicada pòstumament el 1802 (i traduïda al català per Joan Maragall), pel conte Der Kampf der Sänger (La lluita dels cantors, inclòs al recull Die Serapionsbrüder de 1819) d'E. T. A. Hoffmann i per la realització dramàtica en l'òpera de Richard Wagner, Tannhäuser und der Sängerkrieg auf Wartburg (Tannhäuser i la tençó del Wartburg, 1845). Precisament, Wagner s'inspirà en l'obra de Christian Theodor Ludwig Lucas Ueber den Krieg von Wartburg (Sobre la "guerra" de Wartburg, 1838) per a la seva òpera.
A principis del segle XX escriptors alemanys nacionalistes retraten Heinrich von Ofterdingen com a defensor de la veritable poesia alemanya i fins i tot com a autor del cantar dels Nibelungs. Alguns altres historiadors pensen que la seva existència és un mite inventat per autors dels segles xvii i XIX.